# Saison 1999 de l'ATP
Cet article traite de la saison 1999 masculine. Pour la saison 1999 féminine, voir Saison 1999 de la WTA.
Pour un article plus général, voir 1999 en tennis.
Pour un article plus général, voir ATP World Tour.
Vainqueurs des tournois majeurs
Cet article rassemble les résultats des tournois de tennis masculin du circuit ATP de la saison 1999.

## Classements

### Évolution du top 10
| Rang | Nom              | Points |
| ---- | ---------------- | ------ |
| 1    | Pete Sampras     | 3131   |
| 2    | Marcelo Ríos     | 2920   |
| 3    | Àlex Corretja    | 2759   |
| 4    | Patrick Rafter   | 2464   |
| 5    | Carlos Moyà      | 2432   |
| 6    | Andre Agassi     | 2135   |
| 7    | Tim Henman       | 1804   |
| 8    | Karol Kučera     | 1820   |
| 9    | Greg Rusedski    | 1849   |
| 10   | Richard Krajicek | 1815   |

| Rang | Nom                            | Points |
| ---- | ------------------------------ | ------ |
| 1    | Jacco Eltingh                  | 5143   |
| 2    | Paul Haarhuis                  | 4270   |
| 3    | Mahesh Bhupathi                | 3816   |
| 4    | Leander Paes                   | 3781   |
| 5    | Todd Woodbridge Mark Woodforde | 3398   |
| 7    | Daniel Nestor                  | 3260   |
| 8    | Jonas Björkman                 | 3202   |
| 9    | Mark Knowles                   | 2967   |
| 10   | Ellis Ferreira                 | 2835   |

| Rang | Nom             | Points             |      |
| ---- | --------------- | ------------------ | ---- |
| 1    | en augmentation | Andre Agassi       | 4059 |
| 2    | en augmentation | Yevgeny Kafelnikov | 2733 |
| 3    | en diminution   | Pete Sampras       | 2427 |
| 4    | en augmentation | Thomas Enqvist     | 1850 |
| 5    | en augmentation | Gustavo Kuerten    | 1875 |
| 6    | en augmentation | Nicolas Kiefer     | 1757 |
| 7    | en augmentation | Todd Martin        | 1864 |
| 8    | en augmentation | Nicolás Lapentti   | 1654 |
| 9    | en diminution   | Marcelo Ríos       | 1769 |
| 10   | en stagnation   | Richard Krajicek   | 1581 |

| Rang | Nom                             | Points                        |      |
| ---- | ------------------------------- | ----------------------------- | ---- |
| 1    | en augmentation                 | Leander Paes                  | 4339 |
| 2    | en augmentation                 | Mahesh Bhupathi               | 3851 |
| 3    | en augmentation                 | Jonas Björkman                | 3623 |
| 4    | en augmentation                 | Sébastien Lareau              | 3137 |
| 5    | en diminution                   | Paul Haarhuis                 | 2990 |
| 6    | en augmentation                 | Jared Palmer                  | 2889 |
| 7    | en augmentation                 | Alex O'Brien                  | 2756 |
| 8    | en augmentation · en diminution | Sandon Stolle Todd Woodbridge | 2716 |
| 10   | en augmentation                 | Byron Black                   | 2619 |

### Statistiques du top 20
| N° | Joueur              | Pays | Évolution     |
| -- | ------------------- | ---- | ------------- |
| 1  | Andre Agassi        |      | +5            |
| 2  | Ievgueni Kafelnikov |      | +9            |
| 3  | Pete Sampras        |      | −2            |
| 4  | Thomas Enqvist      |      | +18           |
| 5  | Gustavo Kuerten     |      | +18           |
| 6  | Nicolas Kiefer      |      | +29           |
| 7  | Todd Martin         |      | +9            |
| 8  | Nicolás Lapentti    |      | +82           |
| 9  | Marcelo Ríos        |      | −7            |
| 10 | Richard Krajicek    |      | en stagnation |
| 11 | Tommy Haas          |      | +23           |
| 12 | Tim Henman          |      | −5            |
| 13 | Cédric Pioline      |      | +5            |
| 14 | Greg Rusedski       |      | −5            |
| 15 | Magnus Norman       |      | +37           |
| 16 | Patrick Rafter      |      | −12           |
| 17 | Karol Kučera        |      | −9            |
| 18 | Albert Costa        |      | −4            |
| 19 | Mark Philippoussis  |      | −4            |
| 20 | Vincent Spadea      |      | +22           |

## Palmarès
| Catégorie                 |
| ------------------------- |
| Grand Chelem              |
| Tennis Masters Cup        |
| Tennis Masters Series     |
| International Series Gold |
| International Series      |

### Simple
| No | Date       | Nom et lieu du tournoi                                                             | Catégorie   | Dotation    | Surface         | Vainqueur           | Finaliste           | Score                      |         |
| -- | ---------- | ---------------------------------------------------------------------------------- | ----------- | ----------- | --------------- | ------------------- | ------------------- | -------------------------- | ------- |
| 1  | 04-01-1999 | AAPT Championships, Adélaïde                                                       | Int' Series | 325 000 $   | Dur (ext.)      | Thomas Enqvist      | Lleyton Hewitt      | 4-6, 6-1, 6-2              | Tableau |
| 2  | 04-01-1999 | Qatar Mobil Open, Doha                                                             | Int' Series | 975 000 $   | Dur (ext.)      | Rainer Schüttler    | Tim Henman          | 6-4, 5-7, 6-1              |         |
| 3  | 11-01-1999 | Heineken Open, Auckland                                                            | Int' Series | 325 000 $   | Dur (ext.)      | Sjeng Schalken      | Tommy Haas          | 6-4, 6-4                   | Tableau |
| 4  | 11-01-1999 | Adidas International, Sydney                                                       | Int' Series | 325 000 $   | Dur (ext.)      | Todd Martin         | Àlex Corretja       | 6-3, 7-65                  | Tableau |
| 5  | 18-01-1999 | Australian Open, Melbourne                                                         | G. Chelem   | 3 040 620 $ | Dur (ext.)      | Ievgueni Kafelnikov | Thomas Enqvist      | 4-6, 6-0, 6-3, 7-61        | Tableau |
| 6  | 01-02-1999 | Open 13, Marseille                                                                 | Int' Series | 514 250 $   | Dur (int.)      | Fabrice Santoro     | Arnaud Clément      | 6-3, 4-6, 6-4              | Tableau |
| 7  | 08-02-1999 | Dubai Open, Dubaï                                                                  | Int' Series | 1 014 250 $ | Dur (ext.)      | Jérôme Golmard      | Nicolas Kiefer      | 6-4, 6-2                   | Tableau |
| 8  | 08-02-1999 | St. Petersburg Open, Saint-Pétersbourg                                             | Int' Series | 325 000 $   | Moquette (int.) | Marc Rosset         | David Prinosil      | 6-3, 6-4                   |         |
| 9  | 08-02-1999 | Sybase Open, San José                                                              | Int' Series | 325 000 $   | Dur (int.)      | Mark Philippoussis  | Cecil Mamiit        | 6-3, 6-2                   |         |
| 10 | 15-02-1999 | Kroger St. Jude, Memphis                                                           | Series Gold | 700 000 $   | Dur (int.)      | Tommy Haas          | Jim Courier         | 6-4, 6-1                   | Tableau |
| 11 | 15-02-1999 | ABN Amro World Tennis Tournament, Rotterdam                                        | Series Gold | 725 000 $   | Moquette (int.) | Ievgueni Kafelnikov | Tim Henman          | 6-2, 7-63                  | Tableau |
| 12 | 22-02-1999 | Guardian Direct Cup, Londres                                                       | Series Gold | 689 250 $   | Moquette (int.) | Richard Krajicek    | Greg Rusedski       | 7-66, 65-7, 7-5            | Tableau |
| 13 | 01-03-1999 | Copenhagen Open, Copenhague                                                        | Int' Series | 215 000 $   | Moquette (int.) | Magnus Gustafsson   | Fabrice Santoro     | 6-4, 6-1                   | Tableau |
| 14 | 01-03-1999 | Franklin Templeton Tennis Classic, Scottsdale                                      | Int' Series | 325 000 $   | Dur (ext.)      | Jan-Michael Gambill | Lleyton Hewitt      | 7-62, 4-6, 6-4             |         |
| 15 | 08-03-1999 | Newsweek Champion Cup, Indian Wells                                                | Super 9     | 2 450 000 $ | Dur (ext.)      | Mark Philippoussis  | Carlos Moyà         | 5-7, 6-4, 6-4, 4-6, 6-2    | Tableau |
| 16 | 15-03-1999 | Lipton Championships, Key Biscayne                                                 | Super 9     | 2 450 000 $ | Dur (ext.)      | Richard Krajicek    | Sébastien Grosjean  | 4-6, 6-1, 6-2, 7-5         | Tableau |
| 17 | 22-03-1999 | Grand Prix Hassan II, Casablanca                                                   | Int' Series | 215 000 $   | Terre (ext.)    | Alberto Martín      | Fernando Vicente    | 6-3, 6-4                   | Tableau |
| 18 | 05-04-1999 | Gold Flake Open, Chennai                                                           | Int' Series | 405 000 $   | Dur (ext.)      | Byron Black         | Rainer Schüttler    | 6-4, 1-6, 6-3              |         |
| 19 | 05-04-1999 | Estoril Open, Estoril                                                              | Int' Series | 600 000 $   | Terre (ext.)    | Albert Costa        | Todd Martin         | 7-64, 2-6, 6-3             |         |
| 20 | 05-04-1999 | Salem Open, Hong Kong                                                              | Int' Series | 325 000 $   | Dur (ext.)      | Andre Agassi        | Boris Becker        | 64-7, 6-4, 6-4             | Tableau |
| 21 | 12-04-1999 | Open Seat Godó, Barcelone                                                          | Series Gold | 825 000 $   | Terre (ext.)    | Félix Mantilla      | Karim Alami         | 7-62, 6-3, 6-3             | Tableau |
| 22 | 12-04-1999 | Japan Open Tennis Championships, Tokyo                                             | Series Gold | 600 000 $   | Dur (ext.)      | Nicolas Kiefer      | Wayne Ferreira      | 7-65, 7-5                  | Tableau |
| 23 | 19-04-1999 | Monte-Carlo Open, Monte-Carlo                                                      | Super 9     | 2 200 000 $ | Terre (ext.)    | Gustavo Kuerten     | Marcelo Ríos        | 6-4, 2-1, ab.              | Tableau |
| 24 | 19-04-1999 | US Men's Clay Court Championship, Orlando                                          | Int' Series | 264 250 $   | Terre (ext.)    | Magnus Norman       | Guillermo Cañas     | 6-0, 6-3                   |         |
| 25 | 26-04-1999 | AT&T Tennis Challenge, Atlanta                                                     | Int' Series | 325 000 $   | Terre (ext.)    | Stefan Koubek       | Sébastien Grosjean  | 6-1, 6-2                   | Tableau |
| 26 | 26-04-1999 | BMW Open, Munich                                                                   | Int' Series | 500 000 $   | Terre (ext.)    | Franco Squillari    | Andrei Pavel        | 6-4, 6-3                   | Tableau |
| 27 | 26-04-1999 | Tento Czech Open, Prague                                                           | Int' Series | 475 000 $   | Terre (ext.)    | Dominik Hrbatý      | Sláva Doseděl       | 6-2, 6-2                   | Tableau |
| 28 | 03-05-1999 | German International Championships, Hambourg                                       | Super 9     | 2 200 000 $ | Terre (ext.)    | Marcelo Ríos        | Mariano Zabaleta    | 65-7, 7-5, 5-7, 7-65, 6-2  | Tableau |
| 29 | 03-05-1999 | Citrix Tennis Championships, Delray Beach                                          | Int' Series | 245 000 $   | Terre (ext.)    | Lleyton Hewitt      | Xavier Malisse      | 6-4, 62-7, 6-1             |         |
| 30 | 10-05-1999 | Italian Open, Rome                                                                 | Super 9     | 2 200 000 $ | Terre (ext.)    | Gustavo Kuerten     | Patrick Rafter      | 6-4, 7-5, 7-66             | Tableau |
| 31 | 17-05-1999 | International Raiffeisen Grand Prix, Sankt Pölten                                  | Int' Series | 400 000 $   | Terre (ext.)    | Marcelo Ríos        | Mariano Zabaleta    | 4-4, ab.                   |         |
| 32 | 24-05-1999 | Roland Garros, Paris                                                               | G. Chelem   | 4 407 123 $ | Terre (ext.)    | Andre Agassi        | Andreï Medvedev     | 1-6, 2-6, 6-4, 6-3, 6-4    | Tableau |
| 33 | 07-06-1999 | Merano Open, Merano                                                                | Int' Series | 325 000 $   | Terre (ext.)    | Fernando Vicente    | Hicham Arazi        | 6-2, 3-6, 7-6              | Tableau |
| 34 | 07-06-1999 | Gerry Weber Open, Halle                                                            | Int' Series | 875 000 $   | Gazon (ext.)    | Nicolas Kiefer      | Nicklas Kulti       | 6-3, 6-2                   |         |
| 35 | 07-06-1999 | The Stella Artois Championships, Londres                                           | Int' Series | 725 000 $   | Gazon (ext.)    | Pete Sampras        | Tim Henman          | 61-7, 6-4, 7-64            |         |
| 36 | 14-06-1999 | Heineken Trophy, Bois-le-Duc                                                       | Int' Series | 475 000 $   | Gazon (ext.)    | Patrick Rafter      | Andrei Pavel        | 3-6, 7-6, 6-4              | Tableau |
| 37 | 14-06-1999 | The Nottingham Open, Nottingham                                                    | Int' Series | 325 000 $   | Gazon (ext.)    | Cédric Pioline      | Kevin Ullyett       | 7-64, 7-67                 | Tableau |
| 38 | 21-06-1999 | The Championships, Londres                                                         | G. Chelem   | 4 732 303 $ | Gazon (ext.)    | Pete Sampras        | Andre Agassi        | 6-3, 6-4, 7-5              | Tableau |
| 39 | 05-07-1999 | Miller Lite Hall of Fame Championships, Newport                                    | Int' Series | 295 000 $   | Gazon (ext.)    | Chris Woodruff      | Kenneth Carlsen     | 65-7, 6-4, 6-4             |         |
| 40 | 05-07-1999 | Sweden Open, Bastad                                                                | Int' Series | 325 000 $   | Terre (ext.)    | Juan Antonio Marín  | Andreas Vinciguerra | 6-4, 7-64                  |         |
| 41 | 05-07-1999 | Suisse Open, Gstaad                                                                | Int' Series | 525 000 $   | Terre (ext.)    | Albert Costa        | Nicolás Lapentti    | 7-64, 6-3, 6-4             |         |
| 42 | 19-07-1999 | Mercedes Cup, Stuttgart                                                            | Series Gold | 915 000 $   | Terre (ext.)    | Magnus Norman       | Tommy Haas          | 6-7, 4-6, 7-67, 6-0, 6-3   | Tableau |
| 43 | 26-07-1999 | Generali Open, Kitzbühel                                                           | Series Gold | 500 000 $   | Terre (ext.)    | Albert Costa        | Andrea Gaudenzi     | 6-2, 1-6, 6-2, 3-6, 6-1    | Tableau |
| 44 | 26-07-1999 | Croatian Open, Umag                                                                | Int' Series | 375 000 $   | Terre (ext.)    | Magnus Norman       | Jeff Tarango        | 6-2, 6-4                   |         |
| 45 | 26-07-1999 | Mercedes-Benz Cup, Los Angeles                                                     | Int' Series | 325 000 $   | Dur (ext.)      | Pete Sampras        | Andre Agassi        | 7-63, 7-61                 | Tableau |
| 46 | 02-08-1999 | du Maurier Open, Montréal                                                          | Super 9     | 2 200 000 $ | Dur (ext.)      | Thomas Johansson    | Ievgueni Kafelnikov | 1-6, 6-3, 6-3              | Tableau |
| 47 | 02-08-1999 | Grolsch Open, Amsterdam                                                            | Int' Series | 475 000 $   | Terre (ext.)    | Younès El Aynaoui   | Mariano Zabaleta    | 6-0, 6-3                   | Tableau |
| 48 | 09-08-1999 | Great American Insurance ATP Championship,Presented by RELCO Resources, Cincinnati | Super 9     | 2 200 000 $ | Dur (ext.)      | Pete Sampras        | Patrick Rafter      | 7-67, 6-3                  | Tableau |
| 49 | 09-08-1999 | Internazionali di Tennis di San Marino, Saint-Marin                                | Int' Series | 275 000 $   | Terre (ext.)    | Galo Blanco         | Albert Portas       | 4-6, 6-4, 6-3              | Tableau |
| 50 | 16-08-1999 | Legg Mason Tennis Classic, Washington                                              | Series Gold | 600 000 $   | Dur (ext.)      | Andre Agassi        | Ievgueni Kafelnikov | 7-63, 6-1                  | Tableau |
| 51 | 16-08-1999 | RCA Championships, Indianapolis                                                    | Series Gold | 745 000 $   | Dur (ext.)      | Nicolás Lapentti    | Vincent Spadea      | 4-6, 6-4, 6-4              | Tableau |
| 52 | 23-08-1999 | MFS Pro Championships, Boston                                                      | Int' Series | 325 000 $   | Dur (ext.)      | Marat Safin         | Greg Rusedski       | 6-4, 7-611                 |         |
| 53 | 23-08-1999 | Waldbaum's Hamlet Cup, Long Island                                                 | Int' Series | 350 000 $   | Dur (ext.)      | Magnus Norman       | Àlex Corretja       | 7-64, 4-6, 6-3             |         |
| 54 | 30-08-1999 | US Open, New York                                                                  | G. Chelem   | 6 235 000 $ | Dur (ext.)      | Andre Agassi        | Todd Martin         | 6-4, 65-7, 62-7, 6-3, 6-2  | Tableau |
| 55 | 13-09-1999 | Mallorca Open, Majorque                                                            | Int' Series | 475 000 $   | Terre (ext.)    | Juan Carlos Ferrero | Àlex Corretja       | 2-6, 7-5, 6-3              | Tableau |
| 56 | 13-09-1999 | Bournemouth Open, Bournemouth                                                      | Int' Series | 375 000 $   | Terre (ext.)    | Adrian Voinea       | Stefan Koubek       | 1-6, 7-5, 7-62             |         |
| 57 | 13-09-1999 | President's Cup, Tachkent                                                          | Int' Series | 475 000 $   | Dur (ext.)      | Nicolas Kiefer      | George Bastl        | 6-4, 6-2                   |         |
| 58 | 27-09-1999 | Grand Slam Cup, Munich                                                             |             | 4 200 000 $ | Dur (int.)      | Greg Rusedski       | Tommy Haas          | 6-3, 6-4, 65-7, 7-65       | Tableau |
| 59 | 27-09-1999 | Open de Toulouse Midi-Pyrénées, Toulouse                                           | Int' Series | 375 000 $   | Dur (int.)      | Nicolas Escudé      | Daniel Vacek        | 7-5, 6-1                   | Tableau |
| 60 | 27-09-1999 | Gelsor Open Romania, Bucarest                                                      | Int' Series | 325 000 $   | Terre (ext.)    | Alberto Martín      | Karim Alami         | 6-2, 6-3                   | Tableau |
| 61 | 04-10-1999 | Davidoff Swiss Indoors Basel, Bâle                                                 | Int' Series | 975 000 $   | Moquette (int.) | Karol Kučera        | Tim Henman          | 6-4, 7-610, 4-6, 4-6, 7-62 | Tableau |
| 62 | 04-10-1999 | Campionati Internazionali di Sicilia, Palerme                                      | Int' Series | 325 000 $   | Terre (ext.)    | Arnaud Di Pasquale  | Alberto Berasategui | 6-1, 6-3                   | Tableau |
| 63 | 04-10-1999 | Heineken Open, Shanghaï                                                            | Int' Series | 325 000 $   | Dur (ext.)      | Magnus Norman       | Marcelo Ríos        | 2-6, 6-3, 7-5              |         |
| 64 | 11-10-1999 | CA Tennis Trophy, Vienne                                                           | Series Gold | 675 000 $   | Dur (int.)      | Greg Rusedski       | Nicolas Kiefer      | 65-7, 2-6, 6-3, 7-5, 6-4   | Tableau |
| 65 | 11-10-1999 | Heineken Open Singapore, Singapour                                                 | Series Gold | 600 000 $   | Dur (int.)      | Marcelo Ríos        | Mikael Tillström    | 6-2, 7-6                   | Tableau |
| 66 | 18-10-1999 | Grand Prix de tennis de Lyon, Lyon                                                 | Int' Series | 725 000 $   | Moquette (int.) | Nicolás Lapentti    | Lleyton Hewitt      | 6-3, 6-2                   | Tableau |
| 67 | 25-10-1999 | Eurocard Open, Stuttgart                                                           | Super 9     | 2 200 000 $ | Dur (int.)      | Thomas Enqvist      | Richard Krajicek    | 6-1, 6-4, 5-7, 7-5         | Tableau |
| 68 | 01-11-1999 | Open de Paris-Bercy, Paris                                                         | Super 9     | 2 300 000 $ | Moquette (int.) | Andre Agassi        | Marat Safin         | 7-61, 6-2, 4-6, 6-4        | Tableau |
| 69 | 08-11-1999 | Kremlin Cup, Moscou                                                                | Int' Series | 975 000 $   | Moquette (int.) | Ievgueni Kafelnikov | Byron Black         | 7-62, 6-4                  |         |
| 70 | 08-11-1999 | Stockholm, Stockholm                                                               | Int' Series | 800 000 $   | Dur (int.)      | Thomas Enqvist      | Magnus Gustafsson   | 6-3, 6-4, 6-2              |         |
| 71 | 22-11-1999 | ATP Tour World Championships, Hanovre                                              | Masters     | 3 600 000 $ | Dur (ext.)      | Pete Sampras        | Andre Agassi        | 6-1, 7-5, 6-4              | Tableau |

### Double
| No | Date       | Nom et lieu du tournoi                                                            | Catégorie   | Dotation    | Surface         | Vainqueurs                                           | Finalistes                            | Score                              |         |
| -- | ---------- | --------------------------------------------------------------------------------- | ----------- | ----------- | --------------- | ---------------------------------------------------- | ------------------------------------- | ---------------------------------- | ------- |
| 1  | 04-01-1999 | AAPT Championships Adélaïde                                                       | Int' Series | 325 000 $   | Dur (ext.)      | Gustavo Kuerten Nicolás Lapentti                     | Jim Courier Patrick Galbraith         | 6-4, 6-4                           | Tableau |
| 2  | 04-01-1999 | Qatar Mobil Open Doha                                                             | Int' Series | 975 000 $   | Dur (ext.)      | Alex O'Brien Jared Palmer                            | Piet Norval Kevin Ullyett             | 6-3, 6-4                           |         |
| 3  | 11-01-1999 | Heineken Open Auckland                                                            | Int' Series | 325 000 $   | Dur (ext.)      | Jeff Tarango Daniel Vacek                            | Jiri Novak David Rikl                 | 7-5, 7-5                           | Tableau |
| 4  | 11-01-1999 | Adidas International Sydney                                                       | Int' Series | 325 000 $   | Dur (ext.)      | Sébastien Lareau Daniel Nestor                       | Patrick Galbraith Paul Haarhuis       | 6-3, 6-4                           | Tableau |
| 5  | 18-01-1999 | Australian Open Melbourne                                                         | G. Chelem   | 3 040 620 $ | Dur (ext.)      | Jonas Björkman Patrick Rafter                        | Mahesh Bhupathi Leander Paes          | 6-3, 4-6, 6-4, 610-7, 6-4          | Tableau |
| 6  | 01-02-1999 | Open 13 Marseille                                                                 | Int' Series | 514 250 $   | Dur (int.)      | Max Mirnyi Andrei Olhovskiy                          | David Adams Pavel Vízner              | 7-5, 7-67                          | Tableau |
| 7  | 08-02-1999 | Dubai Open Dubaï                                                                  | Int' Series | 1 014 250 $ | Dur (ext.)      | Wayne Black Sandon Stolle                            | David Adams John-Laffnie de Jager     | 4-6, 6-1, 6-4                      | Tableau |
| 8  | 08-02-1999 | St. Petersburg Open Saint-Pétersbourg                                             | Int' Series | 325 000 $   | Moquette (int.) | Jeff Tarango Daniel Vacek                            | Menno Oosting Andrei Pavel            | 3-6, 6-3, 7-5                      |         |
| 9  | 08-02-1999 | Sybase Open San José                                                              | Int' Series | 325 000 $   | Dur (int.)      | Todd Woodbridge Mark Woodforde                       | Aleksandar Kitinov Nenad Zimonjić     | 7-5, 63-7, 6-4                     |         |
| 10 | 15-02-1999 | Kroger St. Jude Memphis                                                           | Series Gold | 700 000 $   | Dur (int.)      | Todd Woodbridge Mark Woodforde                       | Sébastien Lareau Alex O'Brien         | 6-3, 6-4                           | Tableau |
| 11 | 15-02-1999 | ABN Amro World Tennis Tournament Rotterdam                                        | Series Gold | 725 000 $   | Moquette (int.) | David Adams John-Laffnie de Jager                    | Neil Broad Peter Tramacchi            | 65-7, 6-3, 6-4                     | Tableau |
| 12 | 22-02-1999 | Guardian Direct Cup Londres                                                       | Series Gold | 689 250 $   | Moquette (int.) | Tim Henman Greg Rusedski                             | Byron Black Wayne Ferreira            | 6-3, 7-66                          | Tableau |
| 13 | 01-03-1999 | Copenhagen Open Copenhague                                                        | Int' Series | 215 000 $   | Moquette (int.) | Max Mirnyi Andrei Olhovskiy                          | Marc-Kevin Goellner David Prinosil    | 65-7, 7-64, 6-1                    | Tableau |
| 14 | 01-03-1999 | Franklin Templeton Tennis Classic Scottsdale                                      | Int' Series | 325 000 $   | Dur (ext.)      | Justin Gimelstob Richey Reneberg                     | Mark Knowles Sandon Stolle            | 6-4, 64-7, 6-3                     |         |
| 15 | 08-03-1999 | Newsweek Champion Cup Indian Wells                                                | Super 9     | 2 450 000 $ | Dur (ext.)      | Wayne Black Sandon Stolle                            | Ellis Ferreira Rick Leach             | 7-64, 6-3                          | Tableau |
| 16 | 15-03-1999 | Lipton Championships Key Biscayne                                                 | Super 9     | 2 450 000 $ | Dur (ext.)      | Wayne Black Sandon Stolle                            | Boris Becker Jan-Michael Gambill      | 6-1, 6-1                           | Tableau |
| 17 | 22-03-1999 | Grand Prix Hassan II Casablanca                                                   | Int' Series | 215 000 $   | Terre (ext.)    | Fernando Meligeni Jaime Oncins                       | Massimo Ardinghi Vincenzo Santopadre  | 6-2, 6-3                           | Tableau |
| 18 | 05-04-1999 | Gold Flake Open Chennai                                                           | Int' Series | 405 000 $   | Dur (ext.)      | Mahesh Bhupathi Leander Paes                         | Wayne Black Neville Godwin            | 4-6, 7-5, 6-4                      |         |
| 19 | 05-04-1999 | Estoril Open Estoril                                                              | Int' Series | 600 000 $   | Terre (ext.)    | Tomás Carbonell Donald Johnson                       | Jiří Novák David Rikl                 | 6-3, 2-6, 6-1                      |         |
| 20 | 05-04-1999 | Salem Open Hong Kong                                                              | Int' Series | 325 000 $   | Dur (ext.)      | James Greenhalgh Grant Silcock                       | Andre Agassi David Wheaton            | WO                                 | Tableau |
| 21 | 12-04-1999 | Open Seat Godó Barcelone                                                          | Series Gold | 825 000 $   | Terre (ext.)    | Paul Haarhuis Ievgueni Kafelnikov                    | Massimo Bertolini Cristian Brandi     | 7-5, 6-3                           | Tableau |
| 22 | 12-04-1999 | Japan Open Tennis Championships Tokyo                                             | Series Gold | 600 000 $   | Dur (ext.)      | Jeff Tarango Daniel Vacek                            | Wayne Black Brian MacPhie             | 4-3, ab.                           | Tableau |
| 23 | 19-04-1999 | Monte-Carlo Open Monte-Carlo                                                      | Super 9     | 2 200 000 $ | Terre (ext.)    | Olivier Delaître Tim Henman                          | Jiří Novák David Rikl                 | 6-2, 6-3                           | Tableau |
| 24 | 19-04-1999 | US Men's Clay Court Championship Orlando                                          | Int' Series | 264 250 $   | Terre (ext.)    | Jim Courier Todd Woodbridge                          | Bob Bryan Mike Bryan                  | 7-64, 6-4                          |         |
| 25 | 26-04-1999 | AT&T Tennis Challenge Atlanta                                                     | Int' Series | 325 000 $   | Terre (ext.)    | Patrick Galbraith Justin Gimelstob                   | Todd Woodbridge Mark Woodforde        | 5-7, 7-64, 6-3                     | Tableau |
| 26 | 26-04-1999 | BMW Open Munich                                                                   | Int' Series | 500 000 $   | Terre (ext.)    | Daniel Orsanic Mariano Puerta                        | Massimo Bertolini Cristian Brandi     | 7-63, 3-6, 7-63                    | Tableau |
| 27 | 26-04-1999 | Tento Czech Open Prague                                                           | Int' Series | 475 000 $   | Terre (ext.)    | Martin Damm Radek Štěpánek                           | Mark Keil Nicolás Lapentti            | 6-0, 6-2                           | Tableau |
| 28 | 03-05-1999 | German International Championships Hambourg                                       | Super 9     | 2 200 000 $ | Terre (ext.)    | Wayne Arthurs Andrew Kratzmann                       | Paul Haarhuis Jared Palmer            | 2-6, 7-65, 6-2                     | Tableau |
| 29 | 03-05-1999 | Citrix Tennis Championships Delray Beach                                          | Int' Series | 245 000 $   | Terre (ext.)    | Max Mirnyi Nenad Zimonjić                            | Doug Flach Brian MacPhie              | 7-63, 3-6, 6-3                     |         |
| 30 | 10-05-1999 | Italian Open Rome                                                                 | Super 9     | 2 200 000 $ | Terre (ext.)    | Ellis Ferreira Rick Leach                            | David Adams John-Laffnie de Jager     | 60-7, 6-1, 6-2                     | Tableau |
| 31 | 17-05-1999 | International Raiffeisen Grand Prix Sankt Pölten                                  | Int' Series | 400 000 $   | Terre (ext.)    | Andrew Florent Andrei Olhovskiy                      | Brent Haygarth Robbie Koenig          | 5-7, 6-4, 7-5                      |         |
| 32 | 24-05-1999 | Roland Garros Paris                                                               | G. Chelem   | 4 407 123 $ | Terre (ext.)    | Mahesh Bhupathi Leander Paes                         | Goran Ivanišević Jeff Tarango         | 6-2, 7-5                           | Tableau |
| 33 | 07-06-1999 | Merano Open Merano                                                                | Int' Series | 325 000 $   | Terre (ext.)    | Lucas Arnold Ker Jaime Oncins                        | Marc-Kevin Goellner Eric Taino        | 6-4, 7-61                          | Tableau |
| 34 | 07-06-1999 | Gerry Weber Open Halle                                                            | Int' Series | 875 000 $   | Gazon (ext.)    | Jonas Björkman Patrick Rafter                        | Paul Haarhuis Jared Palmer            | 6-3, 7-5                           |         |
| 35 | 07-06-1999 | The Stella Artois Championships Londres                                           | Int' Series | 725 000 $   | Gazon (ext.)    | Sébastien Lareau Alex O'Brien                        | Todd Woodbridge Mark Woodforde        | 6-1, 7-63                          |         |
| 36 | 14-06-1999 | Heineken Trophy Bois-le-Duc                                                       | Int' Series | 475 000 $   | Gazon (ext.)    | Leander Paes Jan Siemerink Ellis Ferreira David Rikl | co-vainqueurs                         | Finale annulée pour cause de pluie | Tableau |
| 37 | 14-06-1999 | The Nottingham Open Nottingham                                                    | Int' Series | 325 000 $   | Gazon (ext.)    | Patrick Galbraith Justin Gimelstob                   | Marius Barnard Brent Haygarth         | 5-7, 7-5, 6-3                      | Tableau |
| 38 | 21-06-1999 | The Championships Londres                                                         | G. Chelem   | 4 732 303 $ | Gazon (ext.)    | Mahesh Bhupathi Leander Paes                         | Paul Haarhuis Jared Palmer            | 610-7, 6-3, 6-4, 7-64              | Tableau |
| 39 | 05-07-1999 | Miller Lite Hall of Fame Championships Newport                                    | Int' Series | 295 000 $   | Gazon (ext.)    | Wayne Arthurs Leander Paes                           | Sargis Sargsian Chris Woodruff        | 6-7, 7-67, 6-3                     |         |
| 40 | 05-07-1999 | Sweden Open Bastad                                                                | Int' Series | 325 000 $   | Terre (ext.)    | David Adams Jeff Tarango                             | Nicklas Kulti Mikael Tillström        | 7-68, 6-4                          |         |
| 41 | 05-07-1999 | Suisse Open Gstaad                                                                | Int' Series | 525 000 $   | Terre (ext.)    | Donald Johnson Cyril Suk                             | Aleksandar Kitinov Eric Taino         | 7-5, 7-64                          |         |
| 42 | 19-07-1999 | Mercedes Cup Stuttgart                                                            | Series Gold | 915 000 $   | Terre (ext.)    | Jaime Oncins Daniel Orsanic                          | Aleksandar Kitinov Jack Waite         | 6-2, 6-1                           | Tableau |
| 43 | 26-07-1999 | Generali Open Kitzbühel                                                           | Series Gold | 500 000 $   | Terre (ext.)    | Chris Haggard Peter Nyborg                           | Alex Calatrava Dušan Vemić            | 6-3, 64-7, 7-64                    | Tableau |
| 44 | 26-07-1999 | Croatian Open Umag                                                                | Int' Series | 375 000 $   | Terre (ext.)    | Mariano Puerta Javier Sánchez                        | Massimo Bertolini Cristian Brandi     | 3-6, 6-2, 6-3                      |         |
| 45 | 26-07-1999 | Mercedes-Benz Cup Los Angeles                                                     | Int' Series | 325 000 $   | Dur (ext.)      | Byron Black Wayne Ferreira                           | Goran Ivanišević Brian MacPhie        | 6-2, 7-64                          | Tableau |
| 46 | 02-08-1999 | du Maurier Open Montréal                                                          | Super 9     | 2 200 000 $ | Dur (ext.)      | Jonas Björkman Patrick Rafter                        | Byron Black Wayne Ferreira            | 7-65, 6-4                          | Tableau |
| 47 | 02-08-1999 | Grolsch Open Amsterdam                                                            | Int' Series | 475 000 $   | Terre (ext.)    | Paul Haarhuis Sjeng Schalken                         | Devin Bowen Eyal Ran                  | 6-3, 6-2                           | Tableau |
| 48 | 09-08-1999 | Great American Insurance ATP Championship,Presented by RELCO Resources Cincinnati | Super 9     | 2 200 000 $ | Dur (ext.)      | Jonas Björkman Byron Black                           | Mark Woodforde Todd Woodbridge        | 6-3, 7-66                          | Tableau |
| 49 | 09-08-1999 | Internazionali di Tennis di San Marino Saint-Marin                                | Int' Series | 275 000 $   | Terre (ext.)    | Lucas Arnold Ker Mariano Hood                        | Petr Pála Pavel Vízner                | 6-3, 6-2                           | Tableau |
| 50 | 16-08-1999 | Legg Mason Tennis Classic Washington                                              | Series Gold | 600 000 $   | Dur (ext.)      | Justin Gimelstob Sébastien Lareau                    | David Adams John-Laffnie de Jager     | 7-5, 62-7, 6-3                     | Tableau |
| 51 | 16-08-1999 | RCA Championships Indianapolis                                                    | Series Gold | 745 000 $   | Dur (ext.)      | Paul Haarhuis Jared Palmer                           | Olivier Delaître Leander Paes         | 6-3, 6-4                           | Tableau |
| 52 | 23-08-1999 | MFS Pro Championships Boston                                                      | Int' Series | 325 000 $   | Dur (ext.)      | Guillermo Cañas Martín García                        | Marius Barnard T.J. Middleton         | 5-7, 7-62, 6-3                     |         |
| 53 | 23-08-1999 | Waldbaum's Hamlet Cup Long Island                                                 | Int' Series | 350 000 $   | Dur (ext.)      | Olivier Delaître Fabrice Santoro                     | Jan-Michael Gambill Scott Humphries   | 7-5, 6-4                           |         |
| 54 | 30-08-1999 | US Open Long Island                                                               | G. Chelem   | 6 235 000 $ | Dur (ext.)      | Sébastien Lareau Alex O'Brien                        | Mahesh Bhupathi Leander Paes          | 7-67, 6-4                          | Tableau |
| 55 | 13-09-1999 | Mallorca Open Majorque                                                            | Int' Series | 475 000 $   | Terre (ext.)    | Lucas Arnold Ker Tomás Carbonell                     | Alberto Berasategui Francisco Roig    | 6-1, 6-4                           | Tableau |
| 56 | 13-09-1999 | Bournemouth Open Bournemouth                                                      | Int' Series | 375 000 $   | Terre (ext.)    | David Adams Jeff Tarango                             | Michael Kohlmann Nicklas Kulti        | 6-3, 65-7, 7-65                    |         |
| 57 | 13-09-1999 | President's Cup Tachkent                                                          | Int' Series | 475 000 $   | Dur (ext.)      | Oleg Ogorodov Marc Rosset                            | Mark Keil Lorenzo Manta               | 7-64, 7-61                         |         |
| 58 | 27-09-1999 | Open de Toulouse Midi-Pyrénées Toulouse                                           | Int' Series | 375 000 $   | Dur (int.)      | Olivier Delaître Jeff Tarango                        | David Adams John-Laffnie de Jager     | 3-6, 7-64, 6-4                     | Tableau |
| 59 | 27-09-1999 | Gelsor Open Romania Bucarest                                                      | Int' Series | 325 000 $   | Terre (ext.)    | Lucas Arnold Ker Martín García                       | Marc-Kevin Goellner Francisco Montana | 6-3, 2-6, 6-3                      | Tableau |
| 60 | 04-10-1999 | Davidoff Swiss Indoors Basel Bâle                                                 | Int' Series | 975 000 $   | Moquette (int.) | Brent Haygarth Aleksandar Kitinov                    | Jiří Novák David Rikl                 | 0-6, 6-4, 7-5                      | Tableau |
| 61 | 04-10-1999 | Campionati Internazionali di Sicilia Palerme                                      | Int' Series | 325 000 $   | Terre (ext.)    | Mariano Hood Sebastián Prieto                        | Lan Bale Alberto Martín               | 6-3, 6-1                           | Tableau |
| 62 | 04-10-1999 | Heineken Open Shanghaï                                                            | Int' Series | 325 000 $   | Dur (ext.)      | Sébastien Lareau Daniel Nestor                       | Todd Woodbridge Mark Woodforde        | 7-5, 6-3                           |         |
| 63 | 11-10-1999 | CA Tennis Trophy Vienne                                                           | Series Gold | 675 000 $   | Dur (int.)      | David Prinosil Sandon Stolle                         | Piet Norval Kevin Ullyett             | 6-3, 6-4                           | Tableau |
| 64 | 11-10-1999 | Heineken Open Singapore Singapour                                                 | Series Gold | 600 000 $   | Dur (int.)      | Max Mirnyi Eric Taino                                | Todd Woodbridge Mark Woodforde        | 6-3, 6-4                           | Tableau |
| 65 | 18-10-1999 | Grand Prix de tennis de Lyon Lyon                                                 | Int' Series | 725 000 $   | Moquette (int.) | Piet Norval Kevin Ullyett                            | Wayne Ferreira Sandon Stolle          | 4-6, 7-65, 7-64                    | Tableau |
| 66 | 25-10-1999 | Eurocard Open Stuttgart                                                           | Super 9     | 2 200 000 $ | Dur (int.)      | Jonas Björkman Byron Black                           | David Adams John-Laffnie de Jager     | 6-7, 7-62, 6-0                     | Tableau |
| 67 | 01-11-1999 | Open de Paris-Bercy Paris                                                         | Super 9     | 2 300 000 $ | Moquette (int.) | Sébastien Lareau Alex O'Brien                        | Paul Haarhuis Jared Palmer            | 7-67, 7-5                          | Tableau |
| 68 | 08-11-1999 | Kremlin Cup Moscou                                                                | Int' Series | 975 000 $   | Moquette (int.) | Justin Gimelstob Daniel Vacek                        | Andrei Medvedev Marat Safin           | 6-2, 6-1                           |         |
| 69 | 08-11-1999 | Stockholm                                                                         | Int' Series | 800 000 $   | Dur (int.)      | Piet Norval Kevin Ullyett                            | Jan-Michael Gambill Scott Humphries   | 7-5, 6-3                           |         |
| 70 | 15-11-1999 | ATP Tour World Championships Hartford                                             | Masters     | 3 600 000 $ | Dur (ext.)      | Sébastien Lareau Alex O'Brien                        | Mahesh Bhupathi Leander Paes          | 6-3, 6-2, 6-2                      | Tableau |

### Double mixte
| No | Date       | Nom et lieu du tournoi      | Catégorie | Dotation    | Surface      | Vainqueurs                     | Finalistes                          | Score          |         |
| -- | ---------- | --------------------------- | --------- | ----------- | ------------ | ------------------------------ | ----------------------------------- | -------------- | ------- |
| 1  | 18/01/1999 | Australian Open Melbourne   | G. Chelem | 3 539 387 $ | Dur (ext.)   | Mariaan de Swardt David Adams  | Serena Williams Max Mirnyi          | 6-4, 4-6, 7-65 | Tableau |
| 2  | 24/05/1999 | Roland-Garros Paris         | G. Chelem | 5 159 915 $ | Terre (ext.) | Katarina Srebotnik Piet Norval | Larisa Savchenko Rick Leach         | 6-3, 3-6, 6-3  | Tableau |
| 3  | 21/06/1999 | The Championships Wimbledon | G. Chelem | 5 614 685 $ | Gazon (ext.) | Lisa Raymond Leander Paes      | Anna Kournikova Jonas Björkman      | 6-4, 3-6, 6-3  | Tableau |
| 4  | 30/08/1999 | US Open Flushing Meadows    | G. Chelem | 6 235 000 $ | Dur (ext.)   | Ai Sugiyama Mahesh Bhupathi    | Kimberly Po Messerli Donald Johnson | 6-4, 6-4       | Tableau |

### Compétitions par équipes
| | France | 2                                  | -  | 3 | Australie |   |  |
| --- | ------ | ---------------------------------- | -- | - | --------- | - |  |
| Acropolis, Nice, France |        |                                    |    |   |           |   |  |
| du 2 au 5 décembre 1999 sur terre battue (int.) |        |                                    |    |   |           |   |  |
| \| 1 \| \| Sébastien Grosjean \| 4 \| 2 \| 4 \| \| \| \| 1 \| \| Mark Philippoussis \| 6 \| 6 \| 6 \| \| \| \| 2 \| \| Cédric Pioline \| 7 \| 7 \| 7 \| \| \| \| 2 \| \| Lleyton Hewitt \| 67 \| 6 \| 5 \| \| \| \| 3 \| \| Olivier Delaitre - Fabrice Santoro \| 6 \| 5 \| 2 \| 2 \| \| \| 3 \| \| T. Woodbridge - M. Woodforde \| 2 \| 7 \| 6 \| 6 \| \| \| \| \| \| \| \| \| \| \| \| 4 \| \| Cédric Pioline \| 3 \| 7 \| 1 \| 2 \| \| \| 4 \| \| Mark Philippoussis \| 6 \| 5 \| 6 \| 6 \| \| \| \| \| \| \| \| \| \| \| \| 5 \| \| Sébastien Grosjean \| 6 \| 6 \| \| \| \| \| 5 \| \| Lleyton Hewitt \| 4 \| 3 \| \| \| \| \| \| \| \| \| \| \| \| \| |        |                                    |    |   |           |   |  |
| 1 |        | Sébastien Grosjean                 | 4  | 2 | 4         |   |  |
| 1 |        | Mark Philippoussis                 | 6  | 6 | 6         |   |  |
| 2 |        | Cédric Pioline                     | 7  | 7 | 7         |   |  |
| 2 |        | Lleyton Hewitt                     | 67 | 6 | 5         |   |  |
| 3 |        | Olivier Delaitre - Fabrice Santoro | 6  | 5 | 2         | 2 |  |
| 3 |        | T. Woodbridge - M. Woodforde       | 2  | 7 | 6         | 6 |  |
| |        |                                    |    |   |           |   |  |
| 4 |        | Cédric Pioline                     | 3  | 7 | 1         | 2 |  |
| 4 |        | Mark Philippoussis                 | 6  | 5 | 6         | 6 |  |
| |        |                                    |    |   |           |   |  |
| 5 |        | Sébastien Grosjean                 | 6  | 6 |           |   |  |
| 5 |        | Lleyton Hewitt                     | 4  | 3 |           |   |  |
| |        |                                    |    |   |           |   |  |

| 1 |  | Sébastien Grosjean                 | 4  | 2 | 4 |   |  |
| 1 |  | Mark Philippoussis                 | 6  | 6 | 6 |   |  |
| 2 |  | Cédric Pioline                     | 7  | 7 | 7 |   |  |
| 2 |  | Lleyton Hewitt                     | 67 | 6 | 5 |   |  |
| 3 |  | Olivier Delaitre - Fabrice Santoro | 6  | 5 | 2 | 2 |  |
| 3 |  | T. Woodbridge - M. Woodforde       | 2  | 7 | 6 | 6 |  |
|   |  |                                    |    |   |   |   |  |
| 4 |  | Cédric Pioline                     | 3  | 7 | 1 | 2 |  |
| 4 |  | Mark Philippoussis                 | 6  | 5 | 6 | 6 |  |
|   |  |                                    |    |   |   |   |  |
| 5 |  | Sébastien Grosjean                 | 6  | 6 |   |   |  |
| 5 |  | Lleyton Hewitt                     | 4  | 3 |   |   |  |
|   |  |                                    |    |   |   |   |  |

|  | Équipe 1  | Score | Équipe 2 |  |
|  | Australie | 2 – 1 | Suède    |  |

| Ordre des matchs | Joueurs               | Points au premier set | Points au second set | Points au troisième set |
| ---------------- | --------------------- | --------------------- | -------------------- | ----------------------- |
| 1                | Jelena Dokić          | 6                     | 7                    |                         |
| 1                | Åsa Svensson          | 2                     | 68                   |                         |
|                  |                       |                       |                      |                         |
| 2                | Mark Philippoussis    | 6                     | 7                    |                         |
| 2                | Jonas Björkman        | 3                     | 6                    |                         |
|                  |                       |                       |                      |                         |
| 3 (sans enjeu)   | Dokić - Philippoussis | 6                     |                      |                         |
| 3 (sans enjeu)   | Svensson - Björkman   | 8                     |                      |                         |

|  | Équipe 1  | Score | Équipe 2 |  |
|  | Australie | 2 – 1 | Suède    |  |

| Ordre des matchs | Joueurs            | Points au premier set | Points au second set | Points au troisième set |
| ---------------- | ------------------ | --------------------- | -------------------- | ----------------------- |
| 1                | Patrick Rafter     | 5                     | 6                    | 6                       |
| 1                | Thomas Enqvist     | 7                     | 3                    | 3                       |
|                  |                    |                       |                      |                         |
| 2                | Mark Philippoussis | 4                     | 63                   |                         |
| 2                | Jonas Björkman     | 6                     | 7                    |                         |
|                  |                    |                       |                      |                         |
| 3                | Rafter - Stolle    | 7                     | 6                    |                         |
| 3                | Björkman - Kulti   | 65                    | 4                    |                         |

## Informations statistiques
Les tournois sont listés par ordre chronologique.
| Catégorie \ Surface       | Dur   | Terre | Gazon | Moquette | Total  |
| Grand Chelem              | 2     | 1     | 1     | 0        | 4      |
| Tennis Masters Cup        | 1(1)  | 0     | 0     | 0        | 1(1)   |
| Tennis Masters Series     | 5(1)  | 3     | 0     | 1(1)     | 9(2)   |
| International Series Gold | 6(3)  | 3     | 0     | 2(2)     | 11(5)  |
| International Series      | 17(4) | 18    | 5     | 5(5)     | 45(9)  |
| Total                     | 31(9) | 25    | 6     | 8(8)     | 70(17) |

Entre parenthèses le nombre de tournois se déroulant en intérieur.

### En simple
| Joueur              | Période                    | Semaines | Cumul |
| ------------------- | -------------------------- | -------- | ----- |
| Pete Sampras        | 1er janvier - 14 mars      | 11       | 11    |
| Carlos Moyà         | 15 mars - 28 mars          | 2        | 2     |
| Pete Sampras        | 29 mars - 2 mai            | 5        | 16    |
| Ievgueni Kafelnikov | 03 mai - 13 juin           | 6        | 6     |
| Pete Sampras        | 14 juin - 4 juillet        | 3        | 19    |
| Andre Agassi        | 05 juillet - 25 juillet    | 3        | 3     |
| Patrick Rafter      | 26 juillet - 1er août      | 1        | 1     |
| Pete Sampras        | 2 août - 12 septembre      | 6        | 25    |
| Andre Agassi        | 13 septembre - 31 décembre | 16       | 19    |

| Joueur              | Nombre | Titre(s)                                             |
| Andre Agassi        | 5      | Hong Kong, Roland Garros, Washington, US Open, Paris |
| Magnus Norman       | 5      | Orlando, Stuttgart, Umag, Long Island, Shanghaï      |
| Pete Sampras        | 5      | Queen's, Wimbledon, Los Angeles, Cincinnati, Masters |
| Albert Costa        | 3      | Estoril, Gstaad, Kitzbühel                           |
| Thomas Enqvist      | 3      | Adélaïde, Stuttgart Indoors, Stockholm               |
| Ievgueni Kafelnikov | 3      | Open d'Australie, Rotterdam, Moscou                  |
| Nicolas Kiefer      | 3      | Tokyo, Halle, Tachkent                               |
| Marcelo Ríos        | 3      | Hambourg, Sankt Pölten, Singapour                    |
| Richard Krajicek    | 2      | London Indoors, Miami                                |
| Gustavo Kuerten     | 2      | Monte-Carlo, Rome                                    |
| Nicolás Lapentti    | 2      | Indianapolis, Lyon                                   |
| Alberto Martín      | 2      | Casablanca, Bucarest                                 |
| Mark Philippoussis  | 2      | San José, Indian Wells                               |
| Greg Rusedski       | 2      | Coupe du Grand Chelem, Vienne                        |

| Joueur              | Début de carrière | Premier titre |
| Galo Blanco         | 1995              | Saint-Marin   |
| Arnaud Di Pasquale  | 1998              | Palerme       |
| Nicolas Escudé      | 1995              | Toulouse      |
| Younès El Aynaoui   | 1998              | Amsterdam     |
| Juan Carlos Ferrero | 1998              | Majorque      |
| Jan-Michael Gambill | 1996              | Scottsdale    |
| Jérôme Golmard      | 1993              | Dubaï         |
| Tommy Haas          | 1996              | Memphis       |
| Stefan Koubek       | 1996              | Atlanta       |
| Juan Antonio Marín  | 1993              | Båstad        |
| Alberto Martín      | 1995              | Casablanca    |
| Marat Safin         | 1997              | Boston        |
| Rainer Schüttler    | 1995              | Doha          |
| Franco Squillari    | 1994              | Munich        |
| Fernando Vicente    | 1993              | Merano        |
| Adrian Voinea       | 1993              | Bournemouth   |

| Pays        | Total | Nombre par surface | Nombre par surface | Nombre par surface | Nombre par surface | Titre(s) |
| Pays        | Total | Dur                | Terre              | Gazon              | Moquette           | Titre(s) |
| États-Unis  | 13    | 8                  | 1                  | 3                  | 1                  | Sydney, Scottsdale, Hong Kong, Roland Garros, Queen's, Wimbledon, Newport, Los Angeles, Cincinnati, Washington, US Open, Paris-Bercy, Masters |
| Suède       | 10    | 5                  | 3                  | 0                  | 2                  | Adélaïde, Copenhague, Orlando, Stuttgart, Umag, Montréal, Long Island, Shanghai, Stuttgart Indoors, Stockholm                                 |
| Espagne     | 9     | 0                  | 9                  | 0                  | 0                  | Casablanca, Estoril, Barcelone, Merano, Gstaad, Kitzbühel, Saint-Marin, Majorque, Bucarest                                                    |
| Allemagne   | 5     | 4                  | 0                  | 1                  | 0                  | Doha, Memphis, Tokyo, Halle, Tachkent |
| France      | 5     | 3                  | 1                  | 1                  | 0                  | Marseille, Dubaï, Nottingham, Toulouse, Palerme                                                                                               |
| Russie      | 4     | 2                  | 0                  | 0                  | 2                  | Open d'Australie, Rotterdam, Boston, Moscou                                                                                                   |
| Australie   | 4     | 2                  | 1                  | 1                  | 0                  | San José, Indian Wells, Delray Beach, Bois-le-Duc                                                                                             |
| Pays-Bas    | 3     | 2                  | 0                  | 0                  | 1                  | Auckland, London Indoors, Miami |
| Chili       | 3     | 1                  | 2                  | 0                  | 0                  | Hambourg, Sankt Pölten, Singapour |
| Brésil      | 2     | 0                  | 2                  | 0                  | 0                  | Monte-Carlo, Rome |
| Royaume-Uni | 2     | 2                  | 0                  | 0                  | 0                  | Coupe du Grand Chelem, Vienne |
| Équateur    | 2     | 1                  | 0                  | 0                  | 1                  | Indianapolis, Lyon |
| Slovaquie   | 2     | 0                  | 1                  | 0                  | 1                  | Prague, Bâle |
| Suisse      | 1     | 0                  | 0                  | 0                  | 1                  | Saint-Pétersbourg |
| Zimbabwe    | 1     | 1                  | 0                  | 0                  | 0                  | Chennai |
| Autriche    | 1     | 0                  | 1                  | 0                  | 0                  | Atlanta |
| Argentine   | 1     | 0                  | 1                  | 0                  | 0                  | Munich |
| Costa Rica  | 1     | 0                  | 1                  | 0                  | 0                  | Båstad |
| Maroc       | 1     | 0                  | 1                  | 0                  | 0                  | Amsterdam |
| Roumanie    | 1     | 0                  | 1                  | 0                  | 0                  | Bournemouth |

### En double
| Joueur          | Période                  | Semaines | Cumul |
| --------------- | ------------------------ | -------- | ----- |
| Jacco Eltingh   | 1er janvier - 31 janvier | 5        | 5     |
| Paul Haarhuis   | 1er février - 25 avril   | 12       | 12    |
| Mahesh Bhupathi | 26 avril - 9 mai         | 2        | 2     |
| Paul Haarhuis   | 10 mai - 6 juin          | 4        | 16    |
| Mahesh Bhupathi | 7 juin - 20 juin         | 2        | 4     |
| Leander Paes    | 21 juin - 31 décembre    | 27       | 27    |

| Joueur            | Nombre | Titre(s)                                                             |
| Sébastien Lareau  | 7      | Sydney, Queen's, Washington, US Open, Shanghai, Paris-Bercy, Masters |
| Jeff Tarango      | 6      | Auckland, Saint-Pétersbourg, Tokyo, Bastad, Bournemouth, Toulouse    |
| Jonas Björkman    | 5      | Open d'Australie, Halle, Canada, Cincinnati, Stuttgart Indoors       |
| Alex O'Brien      | 5      | Doha, Queen's, US Open, Paris-Bercy, Masters                         |
| Justin Gimelstob  | 5      | Scottsdale, Atlanta, Nottingham, Washington, Moscou                  |
| Leander Paes      | 5      | Chennai, Roland Garros, Bois-le-Duc, Wimbledon, Newport              |
| Sandon Stolle     | 4      | Dubaï, Indian Wells, Miami, Vienne                                   |
| Max Mirnyi        | 4      | Marseille, Copenhague, Delray Beach, Singapour                       |
| Daniel Vacek      | 4      | Auckland, Saint-Pétersbourg, Tokyo, Moscou                           |
| Lucas Arnold Ker  | 4      | Merano, Saint-Marin, Majorque, Bucarest                              |
| Mahesh Bhupathi   | 3      | Chennai, Roland Garros, Wimbledon                                    |
| Patrick Rafter    | 3      | Open d'Australie, Halle, Montréal                                    |
| David Adams       | 3      | Rotterdam, Bastad, Bournemouth                                       |
| Byron Black       | 3      | Los Angeles, Cincinnati, Stuttgart Indoors                           |
| Wayne Black       | 3      | Dubaï, Indian Wells, Miami                                           |
| Olivier Delaître  | 3      | Monte-Carlo, Long Island, Toulouse                                   |
| Paul Haarhuis     | 3      | Barcelone, Pays-Bas, Indianapolis                                    |
| Jaime Oncins      | 3      | Casablanca, Merano, Stuttgart                                        |
| Todd Woodbridge   | 3      | San José, Memphis, Orlando                                           |
| Andreï Olhovskiy  | 3      | Marseille, Copenhague, Sankt Pölten                                  |
| Piet Norval       | 2      | Lyon, Stockholm                                                      |
| Tim Henman        | 2      | Londres Indoor, Monte-Carlo                                          |
| Wayne Arthurs     | 2      | Hambourg, Newport                                                    |
| Daniel Orsanic    | 2      | Munich, Stuttgart                                                    |
| Jared Palmer      | 2      | Doha, Indianapolis                                                   |
| Mark Woodforde    | 2      | San José, Memphis                                                    |
| Tomás Carbonell   | 2      | Estoril, Majorque                                                    |
| Patrick Galbraith | 2      | Atlanta, Nottingham                                                  |
| Martín García     | 2      | Boston, Bucarest                                                     |
| Mariano Hood      | 2      | Saint-Marin, Palerme                                                 |
| Donald Johnson    | 2      | Estoril, Gstaad                                                      |
| Daniel Nestor     | 2      | Sydney, Shanghai                                                     |
| Mariano Puerta    | 2      | Munich, Umag                                                         |
| Kevin Ullyett     | 2      | Lyon, Stockholm                                                      |

| Joueur           | Début de carrière | Premier titre |
| Wayne Black      | 1994              | Dubaï         |
| James Greenhalgh | 1991              | Hong Kong     |
| Grant Silcock    | 1991              | Hong Kong     |
| Radek Štěpánek   | 1996              | Prague        |
| Nenad Zimonjić   | 1996              | Delray Beach  |
| Chris Haggard    | 1993              | Kitzbühel     |
| Guillermo Cañas  | 1995              | Boston        |
| Martín García    | 1996              | Boston        |
| Oleg Ogorodov    | 1994              | Tachkent      |
| Eric Taino       | 1997              | Singapour     |